# 女優 (漫画)
『女優』（じょゆう）は、原作：倉科遼、作画：和気一作による日本の漫画。

## 概要
日本を代表する大女優の半生を描いたストーリー。芸能界のさまざまな困難に直面し、時に大きな窮地に遭遇しながら、大女優への階段を上り詰めていく。

## 登場人物
浅倉 瞳（あさくら ひとみ）
1959年の早生まれ。私生児で、母子家庭に生まれ育つ。6歳で子守りをしていた祖母を亡くして以降、長い孤独な夜を紛らわすための一人芝居をしてきたことが、女優としての感受性、洞察力、推察力が自然に身についていた。強かな天性の計算高さを持ち、公私ともに清純派の女性を演じる。1979年1月に矢作と入籍
白石 徹（しらいし とおる）
ドラマ制作会社のプロデューサーだったが、瞳のオーディションを見て彼女に才能を感じ、事務所を退職。瞳のための個人事務所を設立する。後に事業が拡大し、芸能プロダクションの社長となり、瞳の三番目の夫になる。
矢作 達郎（やはぎ たつろう）
日本を代表する俳優。様々な女優と浮名を流していた。スキャンダル払拭のため瞳の最初の夫になるが、詐欺事件の片棒を担いだことを理由に、離婚となる。瞳との夫婦仲は冷え切っていたが、離婚の際は瞳の女優活動を継続のために協力する。
日向 真紀（ひゅうが まき）
16歳でアイドル「上原さやか」として売り出されたが、初主演した連ドラで演技の稚拙さからバッシングを受けノイローゼになり芸能界を引退。後に名前を変えて、女優として活動を再開。実力派女優として評価され、後々まで瞳のライバルとして語られることになる。
浅倉 恵子（あさくら けいこ）
瞳の母。スナックを経営している。かつては大部屋俳優（エキストラ）として芸能界にいたことがあるが、当時交際していた沢村の冷徹な行為が原因で離れた。後に子宮がんより全身転移の末期ガンとなり、余命3ヶ月と宣告されるも1ヶ月で1984年に死亡。
阿久津 浩（あくつ ひろし）
東洋テレビの大物プロデューサー。地位をかさに女優を食い物にする悪徳プロデューサーで、瞳の処女を奪う。しかし地位が上がるにつれて人間が丸くなり、瞳の出演するテレビドラマのキャスティングなどで配慮をした。
山本 宗一（やまもと そういち）
人間ドラマの巨匠と呼ばれる脚本家。過去に恵子を強姦し、恵子は瞳を身籠った。長らく執筆をしていなかったが、瞳の登場で真実を知り、瞳のためにドラマを書く。 後に瞳と千賀子との会食の際に千賀子に迫られ瞳の実父であると打ち明ける。
山本 千賀子（やまもと ちかこ）
宗一の娘で瞳の異母妹。父のドラマで女優デビューし、瞳と共演する。瞳と父が密談をしていたことから関係を疑い、瞳と異母姉妹であると判明した際には瞳を姉さんと呼び姉妹として接する。
若森 照子（わかもり てるこ）
演劇界の大御所。瞳の初出演の舞台で共演し、彼女の理解者となる。
秋葉 秀介（あきば しゅうすけ）
若手天才演出家。瞳の初出演の舞台を手がけた事をきっかけに、瞳の二番目の夫になる。瞳との子供が生まれる前に不慮の事故で亡くなる。
秋葉 秀一（あきば しゅういち）
瞳と秀介との子供。自分のことに構ってくれない母親に反抗し、非行に走る。
沢村拓二（さわむら たくじ）
飄々とした演技をする個性派の名脇役として活躍するベテラン俳優。大部屋俳優時代に瞳の母恵子と交際していたものの、自信のために脚本家の山本に恵子を宛がう。女優となった瞳に父親ではないかと迫られた際、幼少期の病気が原因の無精子症であり、子を作れる身体ではないと打ち明ける。